# Корбутяк Дмитро Михайлович
Дмитро́ Миха́йлович Корбутя́к (18 жовтня 1911, село Кулачківці Коломийський повіт, нині Снятинський район Івано-Франківська область — 21 листопада 1995, Сілвер-Спрінг, штат Меріленд, США) — український журналіст, мемуарист, громадський діяч. Член-кореспондент УВАН.

## Біографія
Журналістську працю Дмитро Корбутяк почав ще в газеті «Життя Покуття» (співредактор), яку видавав разом зі 3еноном Стефановим у Коломиї в 1930-их роках. Пізніше був співробітником тижневика «Наш Прапор», що його видавав у Львові Іван Тиктор, і видань Радикальної партії «Громадський голос», «Каменярі», «Живе слово».
Редагував тижневик «Подолянин» у Кам'янці-Подільському (1941—1943), пізніше — газету «До перемоги» у Львові (1943—1944).
До США приїхав 31 жовтня 1947 року. Корбутяка відразу прийняли на посаду головного редактора видання Українського братського союзу — тижневика «Народна воля» у Скрентоні. Працював на цій посаді до серпня 1955 року, коли перейшов на роботу до «Голосу Америки».
Здобув ступінь бакалавра з латинської мови в Скрентонському університеті. У 1955 р. переїхав до Вашингтона, працював в українському відділі «Голосу Америки» до 1977 р., був активним у громадському житті.
Був редактором української служби. 1977 року вийшов на емеритуру (пенсію), замість нього редактором української служби стала Оксана Драган-Кравців .
Автор спогадів «Втеча до свободи» (1999), статей про письменників.
Помер 21 грудня 1995 р. у Сільвер-Спрінг, похований на цвинтарі св. Андрія в Саут-Бавнд-Брук.